# Себеоань
Себеоань, Себеоані (рум. Săbăoani) — село у повіті Нямц в Румунії. Входить до складу комуни Себеоань.
Село розташоване на відстані 292 км на північ від Бухареста, 38 км на схід від П'ятра-Нямца, 57 км на захід від Ясс.

## Населення
За даними перепису населення 2002 року у селі проживали 9248 осіб, з них 9245 осіб (> 99,9%) румунів. Рідною мовою 9244 особи (> 99,9%) назвали румунську.